# Organization of Modern Extreme Grappling Arts
La Organization of Modern Extreme Grappling Arts (nota anche con l'acronimo OMEGA) è una federazione indipendente di wrestling fondata da Matt e Jeff Hardy nel 1997.
Tra i lottatori che hanno combattuto nella federazione figurano Amy Dumas, Gregory Helms, Adam Birch, C.W. Anderson e Steve Corino, oltre agli stessi fondatori.

## Storia
La OMEGA fu fondata nel 1997 da Matt e Jeff Hardy con l'aiuto di Thomas Simpson. I tre diedero vita alla federazione perché, a quel tempo, non c'erano molti posti per combattere e non conoscevano nessuno che li potesse aiutare. Sia Matt che Jeff erano soliti montare e smontare il ring ad ogni evento realizzato, mentre i costumi indossati dai wrestler erano realizzati da Matt. Comparate alle altre federazioni indipendenti, l'OMEGA eccelleva perché incorporava tecniche aeree di wrestling, hardcore match e gimmick match nei propri show. Ciò aiutò a lanciare la carriera di entrambi gli Hardys e di altri wrestler.
La federazione chiuse nell'ottobre 1999 quando i fratelli Hardy siglarono un contratto con la World Wrestling Federation; diversi lottatori della OMEGA passarono alla NWA Wildside.

### Riapertura
Nel gennaio 2013 la OMEGA è stata riaperta da Matt Hardy.

## Roster
- C.W. Anderson
- Caprice Coleman
- Steve Corino
- Chris Escobar
- Mickey Gambino
- Gunner
- Jeff Hardy
- Matt Hardy
- Gregory Helms
- Trevor Lee
- Lodi
- Jake Manning
- James Storm
- Shane Williams
- Christian York
- Kacee Carlisle
- Jayme Jameson
- Amber O'Neal
- Reby Sky
- Mia Svensson

## Titoli
- OMEGA Heavyweight Championship: Matt Hardy battendo in un 3 way match il campione Trevon Lee ed Ethan Carter III.

Titoli Defunti
- OMEGA Light Heavyweight Championship: Ultimo Campione Joey Matthews
- OMEGA New Frontiers Championship: Ultimo Campione Cham-Pain
- OMEGA Tag Team Championship: Ultimi Campioni Mike Maverick e Otto Schwanz